# Kruszyny Szlacheckie
Kruszyny Szlacheckie – wieś w Polsce położona w województwie kujawsko-pomorskim, w powiecie brodnickim, w gminie Bobrowo.

## Podział administracyjny
W latach 1975–1998 miejscowość administracyjnie należała do województwa toruńskiego.

## Demografia
Według Narodowego Spisu Powszechnego (III 2011 r.) liczyły 269 mieszkańców. Są jedenastą co do wielkości miejscowością gminy Bobrowo.